# فرانكلين شافنر
فرانكلين شافنر (بالإنجليزية: Franklin J. Schaffner)‏ (مواليد 30 مايو 1920 في طوكيو - 2 يوليو 1989)، هو مخرج أمريكي كما أنه من الفائزين بجوائز الأوسكار وجائزة إيمي. اشتهر بفيلم كوكب القردة (1968).

## الأعمال
- كوكب القردة (1968)
- باتون (1970)
- نيكولاس وأليكساندرا (1971)
- بابيلون (1973)
- الأولاد من البرازيل (1978)
- أبو الهول (1981)

## وصلات خارجية
- فرانكلين شافنر على موقع IMDb (الإنجليزية)
- فرانكلين شافنر على موقع الموسوعة البريطانية (الإنجليزية)
- فرانكلين شافنر على موقع مونزينجر (الألمانية)
- فرانكلين شافنر على موقع ألو سيني (الفرنسية)
- فرانكلين شافنر على موقع ميوزك برينز (الإنجليزية)
- فرانكلين شافنر على موقع تيرنر كلاسيك موفيز (الإنجليزية)
- فرانكلين شافنر على موقع أول موفي (الإنجليزية)
- فرانكلين شافنر على موقع قاعدة بيانات برودواي على الإنترنت (الإنجليزية)
- فرانكلين شافنر على موقع قاعدة بيانات الأفلام السويدية (السويدية)
- فرانكلين شافنر على موقع إن إن دي بي (الإنجليزية)